# Batalla de Höchst
La batalla de Höchst (20 de junio de 1622) fue una de las batallas de la campaña del Palatinado que se libró entre un ejército combinado de la Liga Católica dirigido por Johan Tzerclaes, conde de Tilly y Tommaso Caracciolo, y un ejército protestante comandado por Cristián el Joven, duque de Brunswick-Luneburgo. El resultado fue una victoria estratégica de la Liga Católica. Höchst es hoy un distrito dentro de la ciudad de Fráncfort, Alemania. La acción ocurrió durante la Guerra de los Treinta Años.

## Contexto
En abril de 1622, el conde de Tilly había perdido la batalla de Mingolsheim contra Ernst von Mansfeld y Jorge Federico I, margrave de Baden-Durlach. Retiró su debilitado ejército hacia la ciudad de Wurzburgo, y el electorado del Palatinado permaneció desprotegido por las fuerzas católicas. Sin embargo, más tarde él y Gonzalo Fernández de Córdoba y Cardona derrotaron a los protestantes en la batalla de Wimpfen. Córdoba debió retirarse, pero le sustituyó Tommaso Caracciolo trayendo otro ejército español desde Bohemia.
Cristián quería aprovecharse de la situación tras Mingolsheim para lanzar un ataque crucial contra la Liga Católica. Con 12 000 soldados de infantería, casi 5000 soldados de caballería y tres cañones se desplazó desde Westfalia a lo largo del río Weser, y a través de Hesse hacia el río Meno con la intención de reunir sus tropas con los ejércitos de Mansfeld y Baden-Durlach en Darmstadt. Continuando con su objetivo de bloquear ese encuentro entre Mansfeld y Cristián de Brunswick, las fuerzas católicas alcanzaron el río en Höchst el 20 de junio, para encontrarse con que el ejército de Cristián ya cruzaba el río.

## La batalla
El 15 de junio de 1622, Cristián llegó al territorio del arzobispado de Maguncia en Oberursel. Envió al coronel Dodo zu Innhausen und Knyphausen con una avanzada de 1.500 hombres contra el pueblo de Höchst para tomarlo en un golpe de mano y salvaguardar el punto de vadeo del Meno. Sin embargo, las tropas municipales de Höchst defendieron con éxito la ciudad contra el asalto inicial de Knyphausen. El día 16, las tropas de Knyphausen finalmente asaltaron y saquearon Höchst.
Dos días después, los protestantes comenzaron a construir un puente de pontones sobre el Meno. Mientras tanto, Cristián se trasladó con sus tropas hacia Höchst y destruyó los pueblos de Oberursel, Eschborn y Sulzbach. Al mismo tiempo, las tropas católicas se aproximaban a marchas forzadas desde Wurzburgo con 20 000 soldados de infantería, 6000 soldados de caballería y 18 cañones. El 19 de junio, arribaron al río Nidda entre Nied y Sossenheim a altas horas de la noche.
Cuando el puente se completó en la mañana del 20 de junio, la gente de Cristián comenzó a cruzar el río. Cristián formó sus tropas para luchar contra los católicos en Sossenheim. Mientras tanto, las fuerzas de Tilly habían sido reforzadas por un ejército bajo el mando del general Franz von Hövelberg. Planeaban forzar a las tropas de Cristián a regresar a los muros de Höchst y el Meno. Por ello Cristián ordenó a sus tropas que se retiraran por el puente pontón hacia Kelsterbach, pero bajo el fuego de artillería católica esa retirada se convirtió en una marcha precipitada. El puente se rompió y muchos de los soldados de Cristián se ahogaron en el Meno. Según las antiguas crónicas, los protestantes perdieron más lansquenetes por ahogamiento que en la batalla misma.[cita requerida]
Todo el equipo y las armas de Cristián se convirtieron en un botín católico. Mientras que las tropas de la Liga perdieron solo 100 soldados, murieron casi 2.000 soldados de Cristián. Sin embargo, el propio Cristián logró escapar con 3000 soldados de caballería, 8000 soldados de infantería y su cofre de guerra, y finalmente se logró reunir con el ejército de Mansfeld.

## Consecuencias
Tilly consideró que habían obtenido una victoria estratégica porque tuvieron menos pérdidas, a pesar de que Cristián de Brunswick había logrado su objetivo operativo de unir su ejército con el de Mansfeld, aunque la situación era aún difícil para el lado católico.
Höchst fue la batalla decisiva por el Electorado del Palatinado, y las inminentes acciones de Mansfeld y Cristián supusieron el final de Federico V, llamado por ello el «rey de Invierno». Poco después de la batalla, las fuerzas protestantes combinadas, que entonces sumaban 25 000 hombres, se situaron en la orilla occidental del río Rin y dejaron de resistir la invasión. Federico canceló su contrato y permitió que fueran contratadas por los rebeldes neerlandeses para levantar el segundo asedio de Bergen op Zoom, y aunque por el camino fueron interceptadas y diezmadas por Córdoba y Cardona en la batalla de Fleurus, parte de ellos consiguieron llegar y ayudar al levantamiento. Heidelberg fue asediada por las tropas católicas y, a pesar de una resistencia de 11 semanas, la ciudad fue tomada el 16 y el castillo cayó el 19 de septiembre de 1622.
Las tropas católicas siguieron avanzando y capturaron Mannheim el 2 de noviembre, solo resistía la fortaleza de Frankenthal, que sirvió como puesto avanzado para la resistencia protestante en esa zona. Se rindió el 20 de marzo del año siguiente.

## Ilustraciones de la batalla
El grabador suizo Merian describió la batalla y el cruce del puente del Meno en un grabado. Otro grabado contemporáneo de un artista desconocido muestra la batalla en un gran panorama. El pintor flamenco Peter Snayers ilustró la batalla en una pintura monumental que hoy se expone en un museo de Bruselas. Ninguno de estos artistas había sido testigo presencial del acontecimiento.